# ایلمار راگ

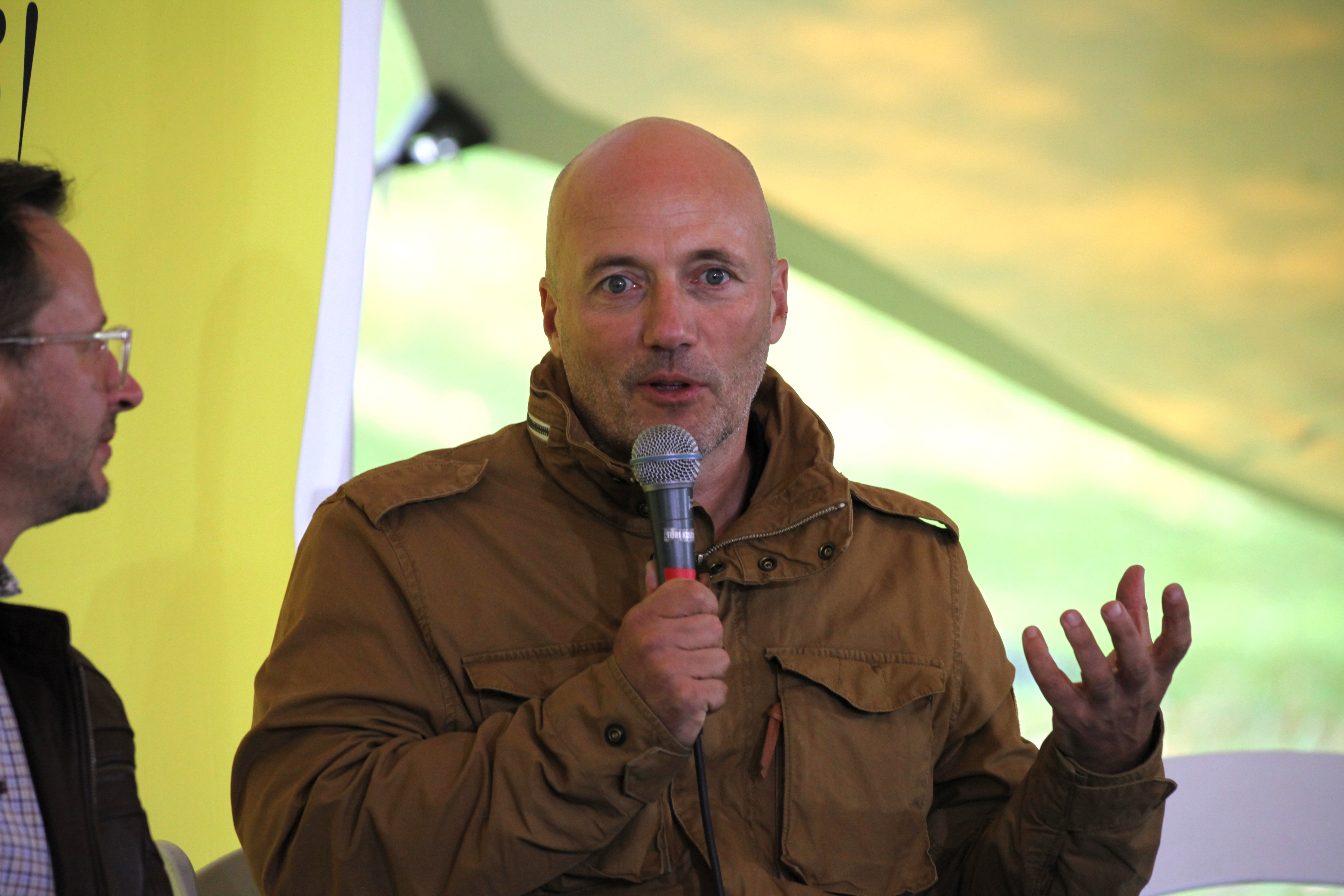
Ilmar Raag (2021)

ایلمار راگ (استونیایی: Ilmar Raag؛ زادهٔ ۲۱ مهٔ ۱۹۶۸) کارگردان فیلم، فیلم‌نامه‌نویس و بازیگر اهل استونی است.
وی برای فیلم کلاس در سال ۲۰۰۷ برنده جایزه از جشنواره بین‌المللی فیلم کارلووی واری و جشنواره بین‌المللی فیلم ورشو شده است.